# Leptocerus clavatus
Leptocerus clavatus är en nattsländeart som beskrevs av Douglas E. Kimmins 1961. Leptocerus clavatus ingår i släktet Leptocerus och familjen långhornssländor. Inga underarter finns listade i Catalogue of Life.